# Sèrie GeForce 800M
La sèrie GeForce 800M és una família d'unitats de processament gràfic de Nvidia per a ordinadors portàtils. Consisteix en canvis de marques de versions mòbils de la sèrie GeForce 700 i alguns xips més nous que són de gamma baixa en comparació amb els canvis de marques.
El nom de la sèrie GeForce 800 es va planificar originalment per utilitzar-se tant per a xips d'escriptori com per a mòbils basats en la microarquitectura Maxwell (xips amb nom en codi de GM), que porta el nom del físic teòric escocès James Clerk Maxwell, que es va introduir anteriorment a la sèrie GeForce 700 a la GTX 750 i GTX 750 Ti, llançats el 18 de febrer de 2014. Tanmateix, com que les GPU mòbils de la sèrie GeForce 800M ja s'havien llançat amb l'arquitectura Kepler, Nvidia va decidir canviar el nom de les GPU d'escriptori de la sèrie GeForce 800 com a sèrie GeForce 900.
La microarquitectura Maxwell, la successora de la microarquitectura Kepler, va ser la primera arquitectura de Nvidia que comptava amb una CPU ARM integrada pròpia. Això va permetre que les GPU Maxwell fossin més independents de la CPU principal segons el CEO de Nvidia, Jen-Hsun Huang. Nvidia espera tres coses principals de l'arquitectura Maxwell: capacitats gràfiques millorades, programació simplificada i una millor eficiència energètica en comparació amb les sèries GeForce 700 i GeForce 600.

## Arquitectura
La primera generació de Maxwell GM107/GM108 ofereix poques funcions addicionals orientades al consumidor; Nvidia es va centrar en l'eficiència energètica. El codificador de vídeo de Nvidia, NVENC, és d'1,5 a 2 vegades més ràpid que a les GPU basades en Kepler, el que significa que pot codificar vídeo a una velocitat de reproducció de 6 a 8 vegades. Nvidia també afirma un augment del rendiment de 8 a 10 vegades en la descodificació de vídeo PureVideo Feature Set E a causa de la memòria cau del descodificador de vídeo combinada amb augments de l'eficiència de la memòria. Tanmateix, HEVC no és compatible amb la descodificació completa de maquinari, basant-se en una combinació de descodificació de maquinari i programari. Quan es descodifica el vídeo, s'utilitza un nou estat de baixa potència "GC5" a les GPU Maxwell per estalviar energia.
Nvidia va augmentar la quantitat de memòria cau L2 a GM107 a 2 MB, més que 256 KB al GK107, reduint l'amplada de banda de memòria necessària. En conseqüència, Nvidia va reduir el bus de memòria a 128 bits al GM107 de 192 bits al GK106, estalviant encara més energia. Nvidia també va canviar el disseny del multiprocessador de streaming del de Kepler (SMX), anomenant-lo SMM. La disposició de les unitats SMM està dividida de manera que cadascun dels quatre programadors warp controla nuclis aïllats FP32 CUDA, unitats de càrrega/emmagatzematge i unitats de funcions especials, a diferència de Kepler, on els programadors warp comparteixen els recursos. Les unitats de textura i els nuclis FP64 CUDA encara es comparteixen. SMM permet una assignació de recursos més fina que SMX, estalviant energia quan la càrrega de treball no és òptima per als recursos compartits. Nvidia reclama un 128 CUDA core SMM té el 90% del rendiment d'un 192 CUDA core SMX.
GM107/GM108 admet CUDA Compute Capability 5.0 en comparació amb 3.5 a les GPU GK110/GK208 i 3.0 a les GPU GK10x. Paral·lelisme dinàmic i HyperQ, dues funcions de les GPU GK110/GK208, també són compatibles amb tota la línia de productes Maxwell.
Maxwell proporciona operacions atòmiques de memòria compartida nativa per a nombres enters de 32 bits i memòria compartida nativa de 32 i 64 bits de comparació i intercanvi (CAS), que es pot utilitzar per implementar altres funcions atòmiques.
Maxwell és compatible amb DirectX 12.